# Юркино (Бабушкинский район)
Юркино — деревня в Бабушкинском районе Вологодской области.
Входит в состав сельского поселения Миньковское (до 2015 года была центром Юркинского сельского поселения), с точки зрения административно-территориального деления — центр Юркинского сельсовета.
Расстояние до районного центра села имени Бабушкина по автодороге — 51 км. Ближайшие населённые пункты — Зубариха, Теляково, Петухово.
По переписи 2002 года население — 166 человек (80 мужчин, 86 женщин). Преобладающая национальность — русские (97 %).